# Friedhofskapelle (Ludwigshafen-Friesenheim)

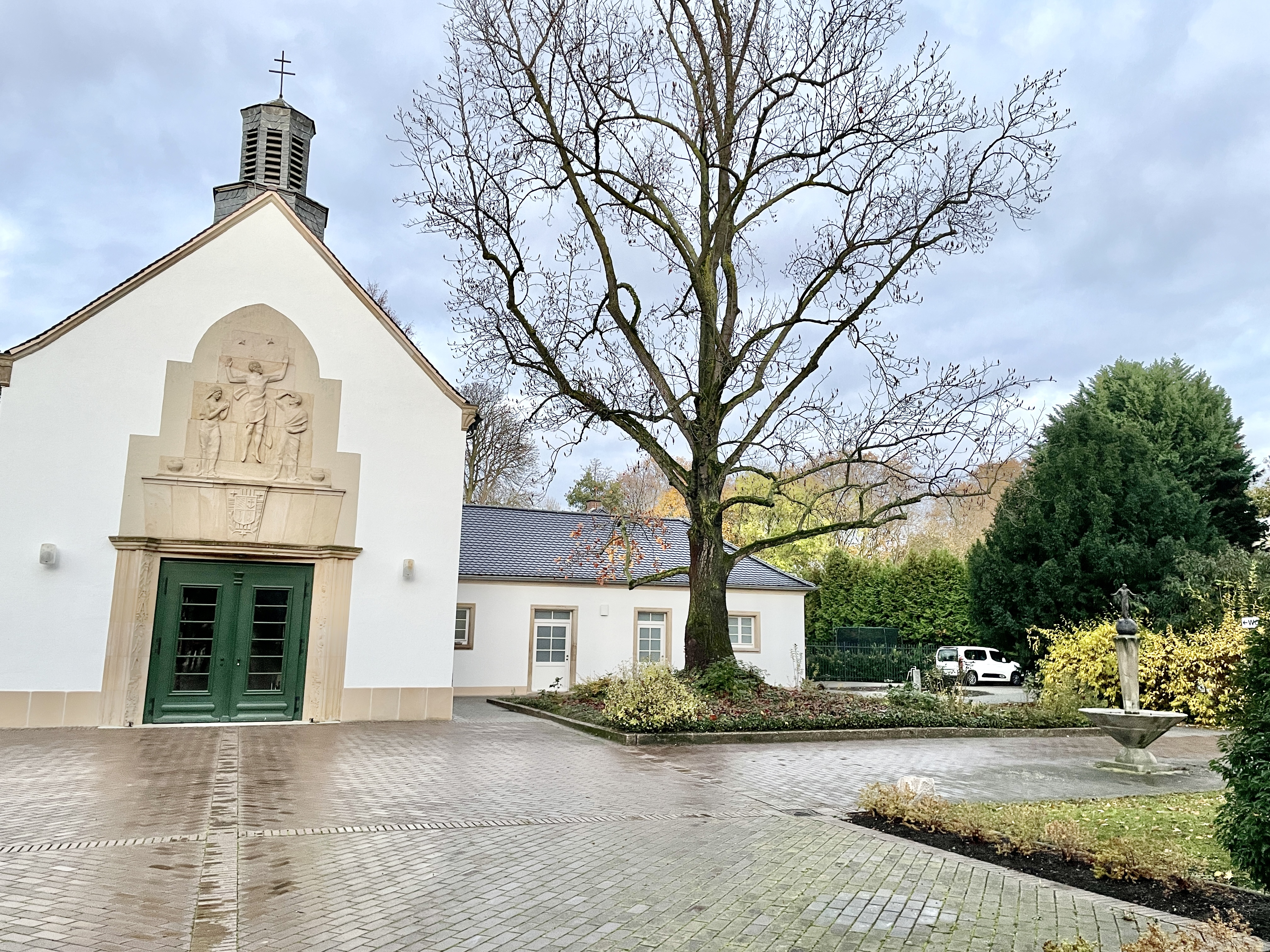
Friedhofskapelle in Ludwigshafen-Friesenheim, rechts Franziskusbrunnen.

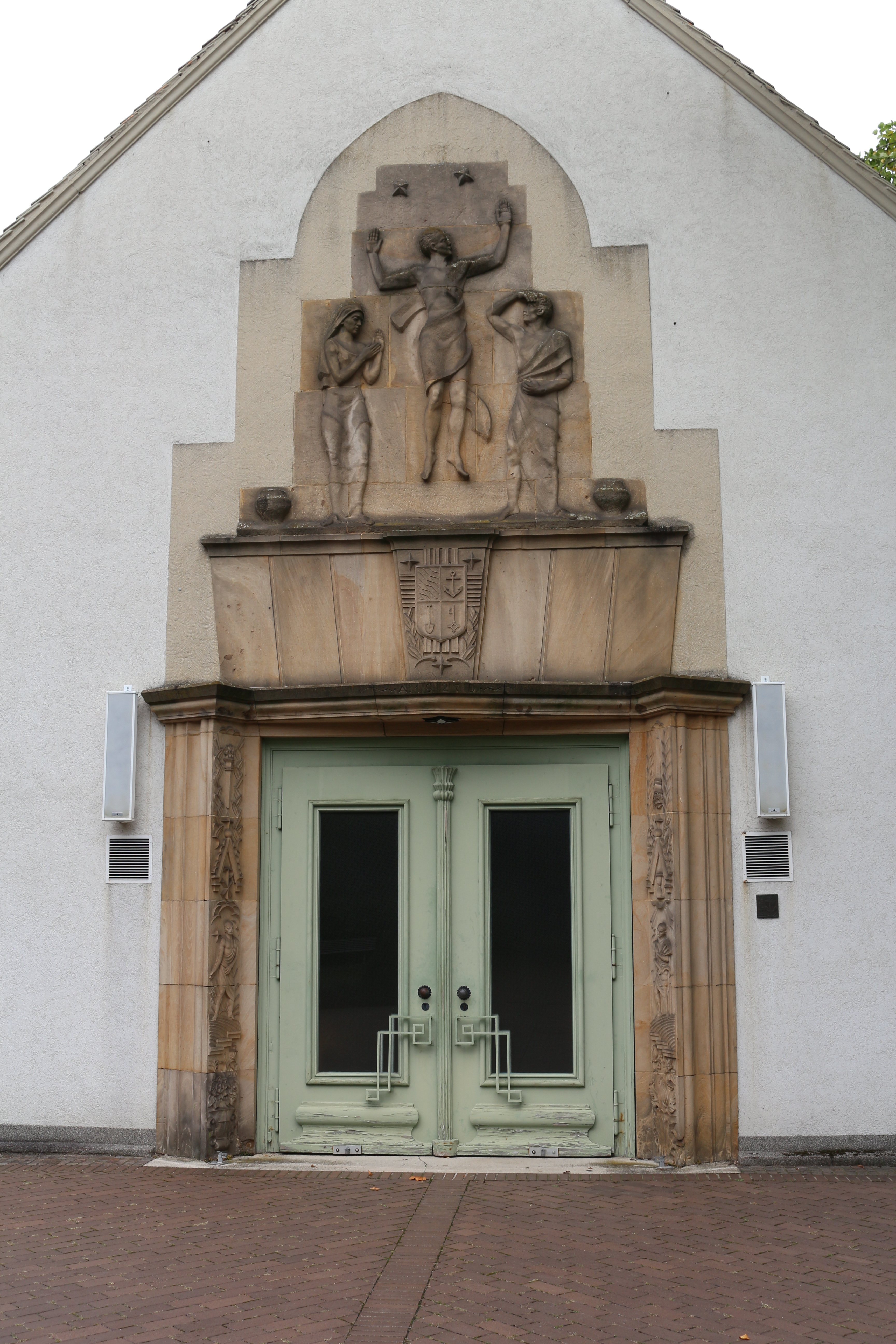
Eingang Friedhofskapelle Friesenheim, Auferstehungsrelief von Theobald Hauck, Portalschmuck von William Ohly

Die Friedhofskapelle im Ludwigshafener Stadtteil Friesenheim wurde 1926–1927 erbaut und steht unter Denkmalschutz.
Als der alte Friesenheimer Friedhof aufgelassen wurde und auf dessen Gelände der Friesenpark entstand, wurde zu Beginn des 20. Jahrhunderts an der Kopernikusstraße der neue Friedhof angelegt.
Die Friedhofskapelle wurde vom städtischen Hochbauamt errichtet; die Bauleitung übernahm Stadtbaurat Alfred Laur. Neben der Einsegnungshalle befindet sich die Leichenhalle, weitere kirchliche Räume und das Gärtnerhaus. Architektonisch handelt es sich bei den Nebengebäuden um einfach gestaltete Putzbauten, das Satteldach des Hauptgebäudes trägt einen aufwertenden Dachreiter, der verschiefert ist.
Das Hauptportal besitzt Skulpturen des britisch-deutschen Bildhauers William Ohly (1883–1955), oberhalb ist ein Auferstehungsrelief von Theobald Hauck angebracht.
Seitlich vor der Kapelle steht der St.-Franziskusbrunnen, ebenfalls ein Werk von William Ohly (1927).

## Galerie

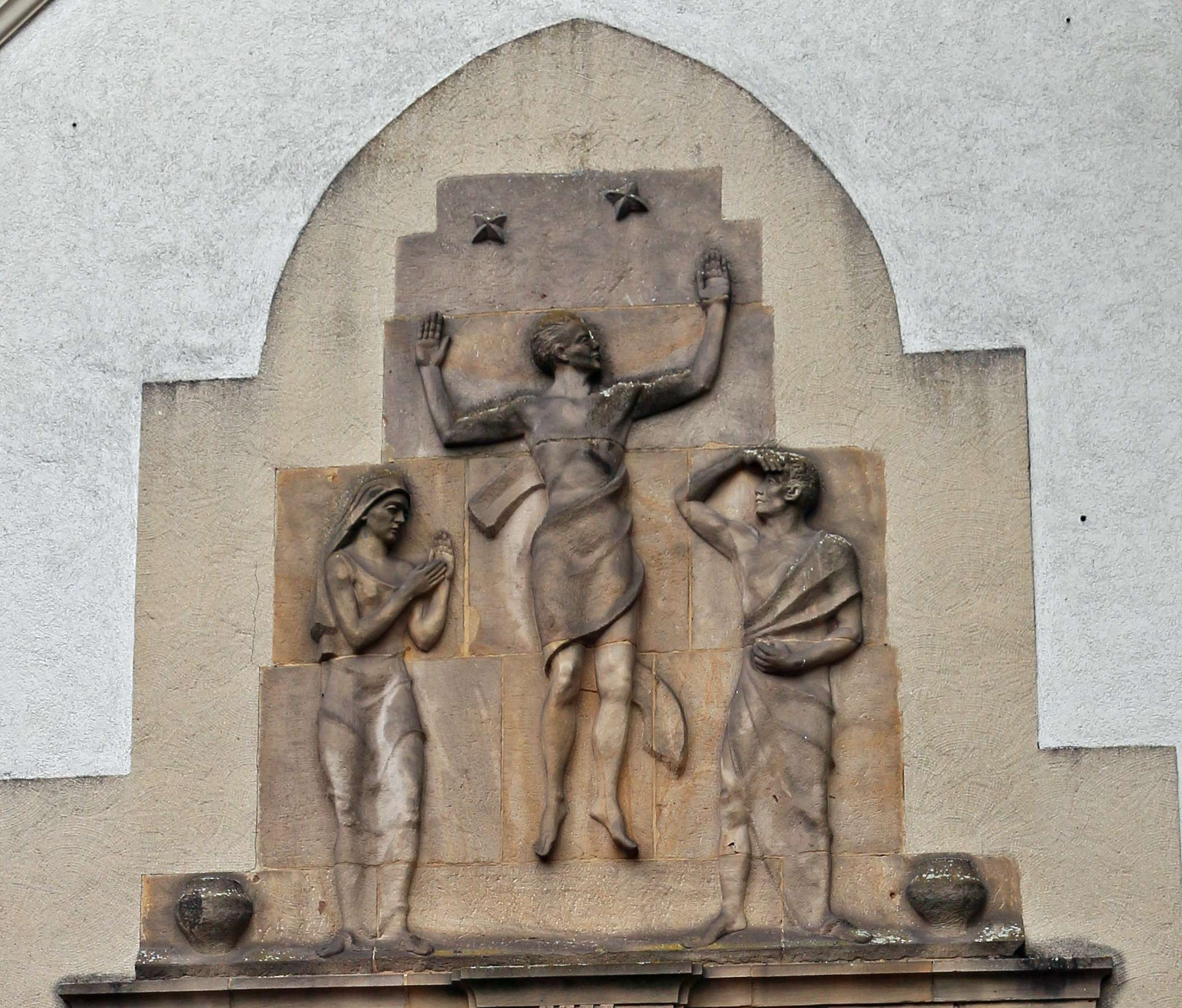
Auferstehungsrelief von Theobald Hauck
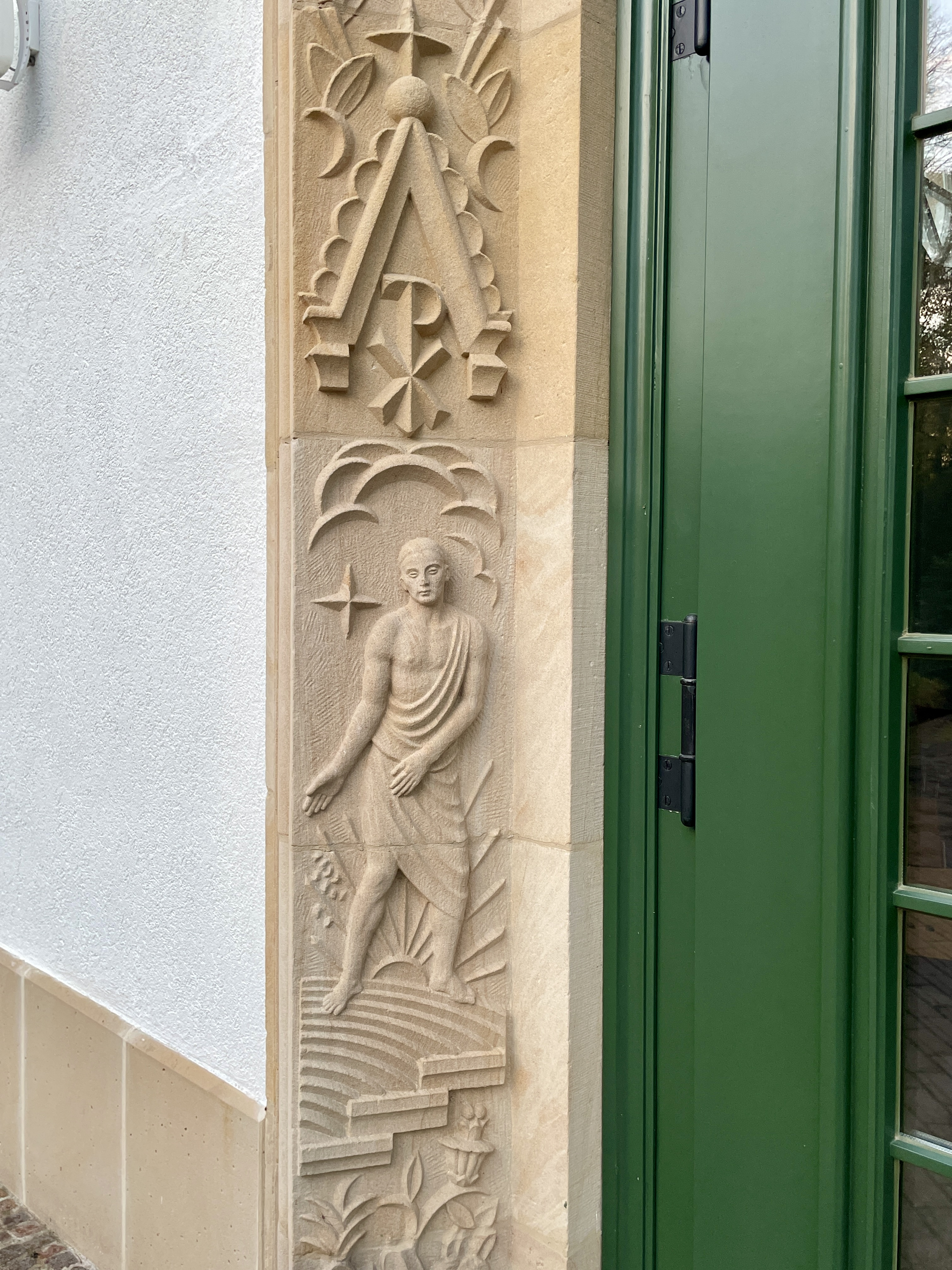
William Ohly, Relief, Hauptportal Friedhofshalle Friesenheim
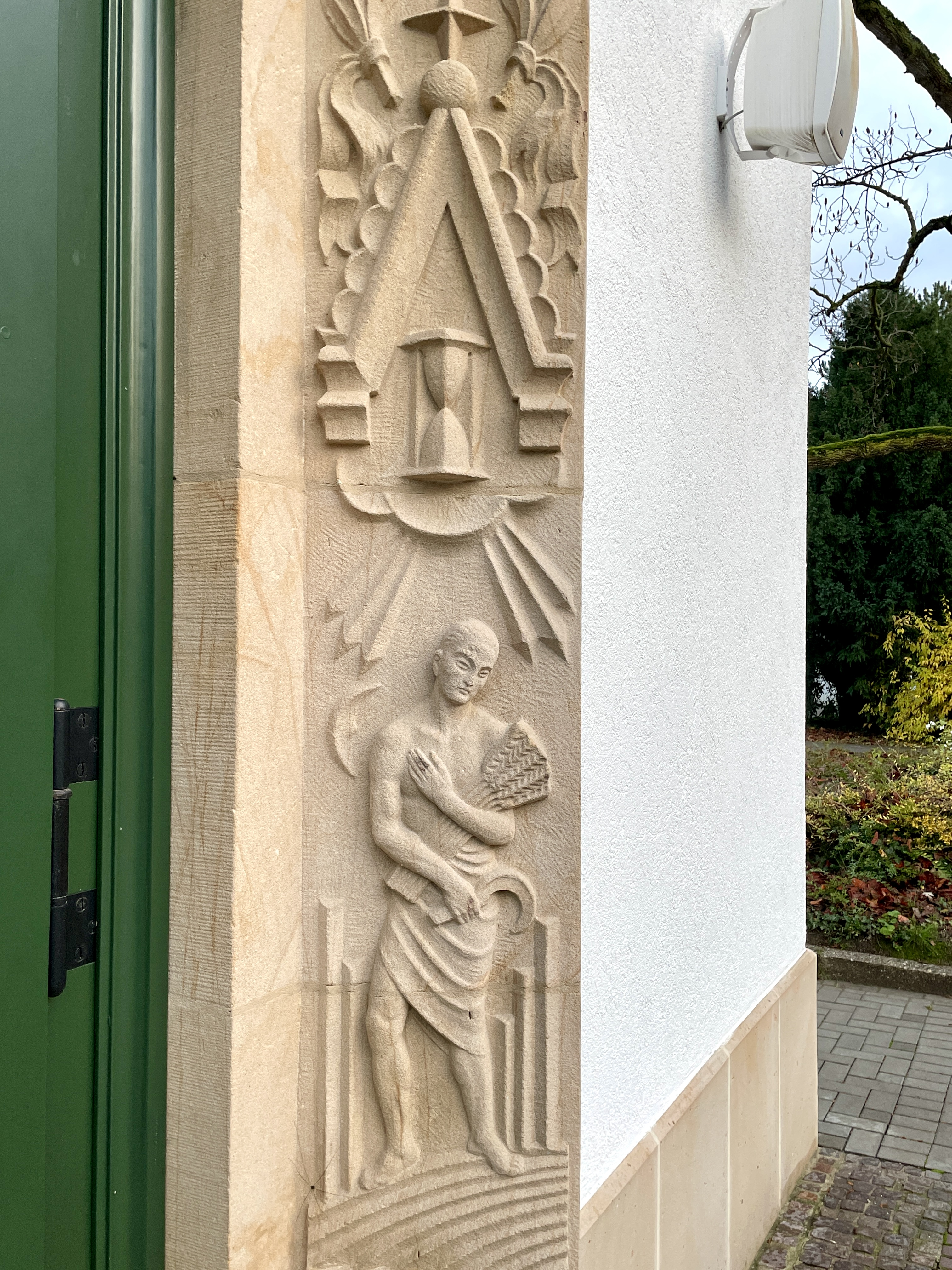
William Ohly, Relief, Hauptportal Friedhofshalle Friesenheim
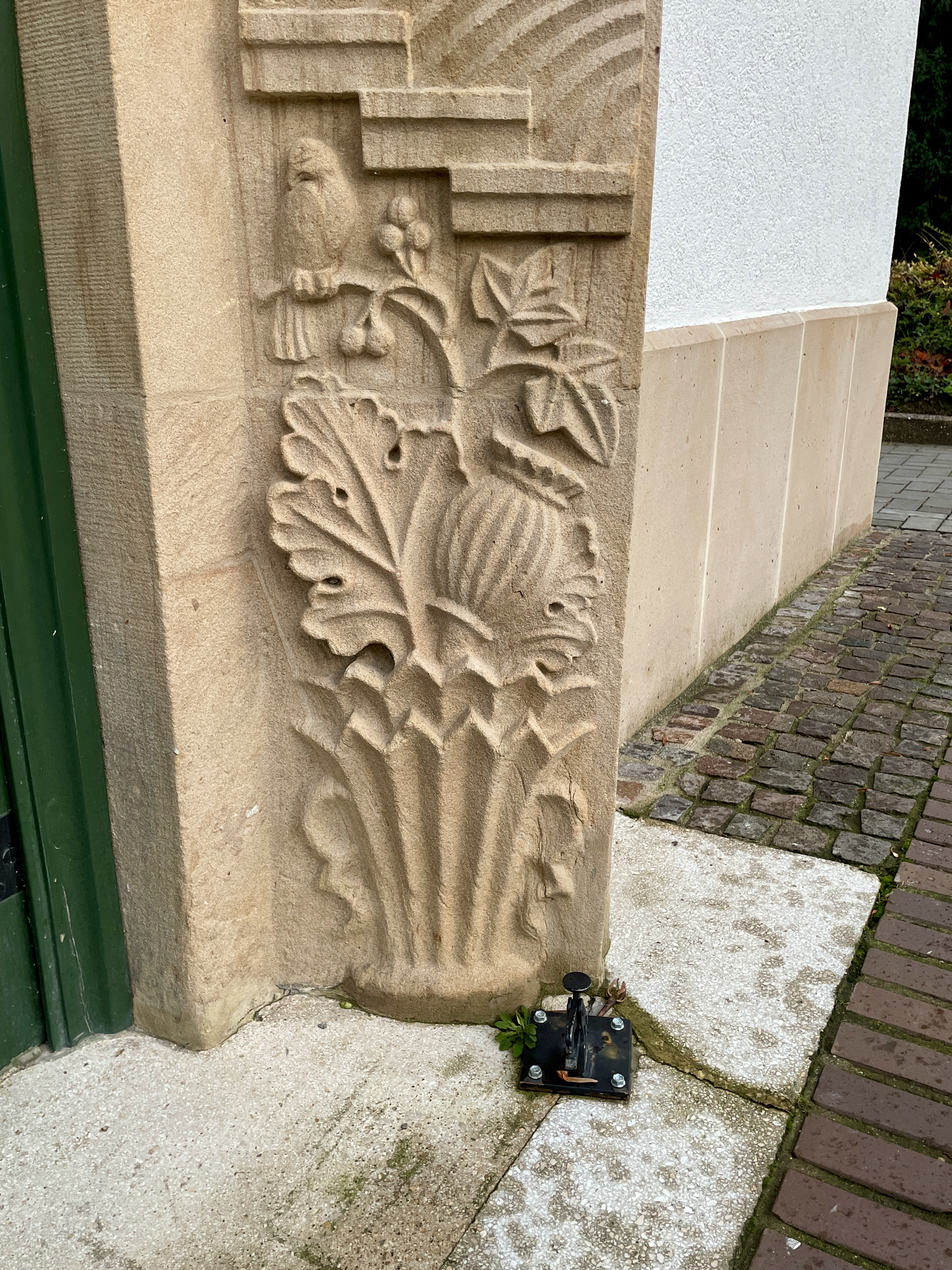
William Ohly, Relief, Hauptportal Friedhofshalle Friesenheim
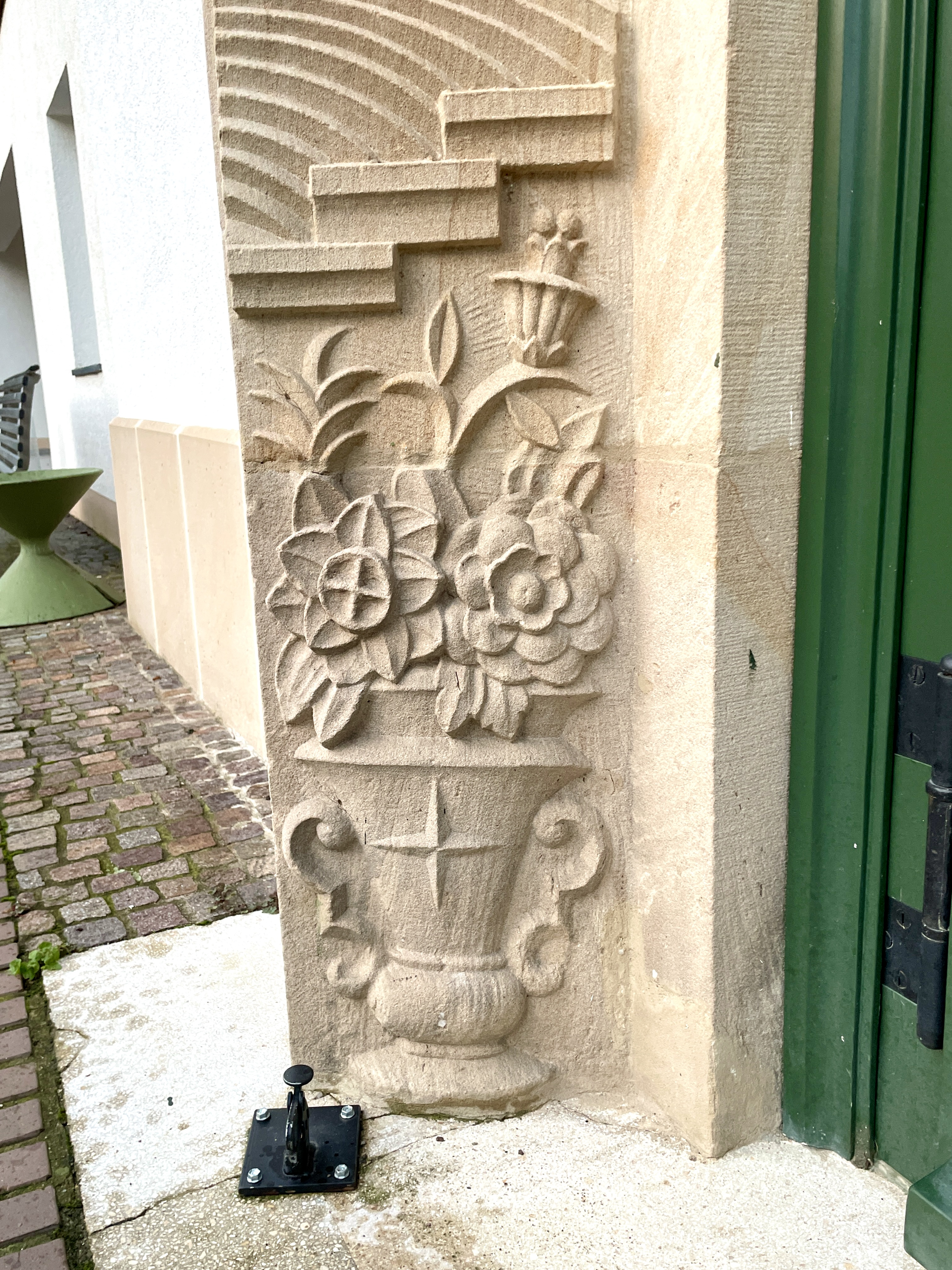
William Ohly, Relief, Hauptportal Friedhofshalle Friesenheim
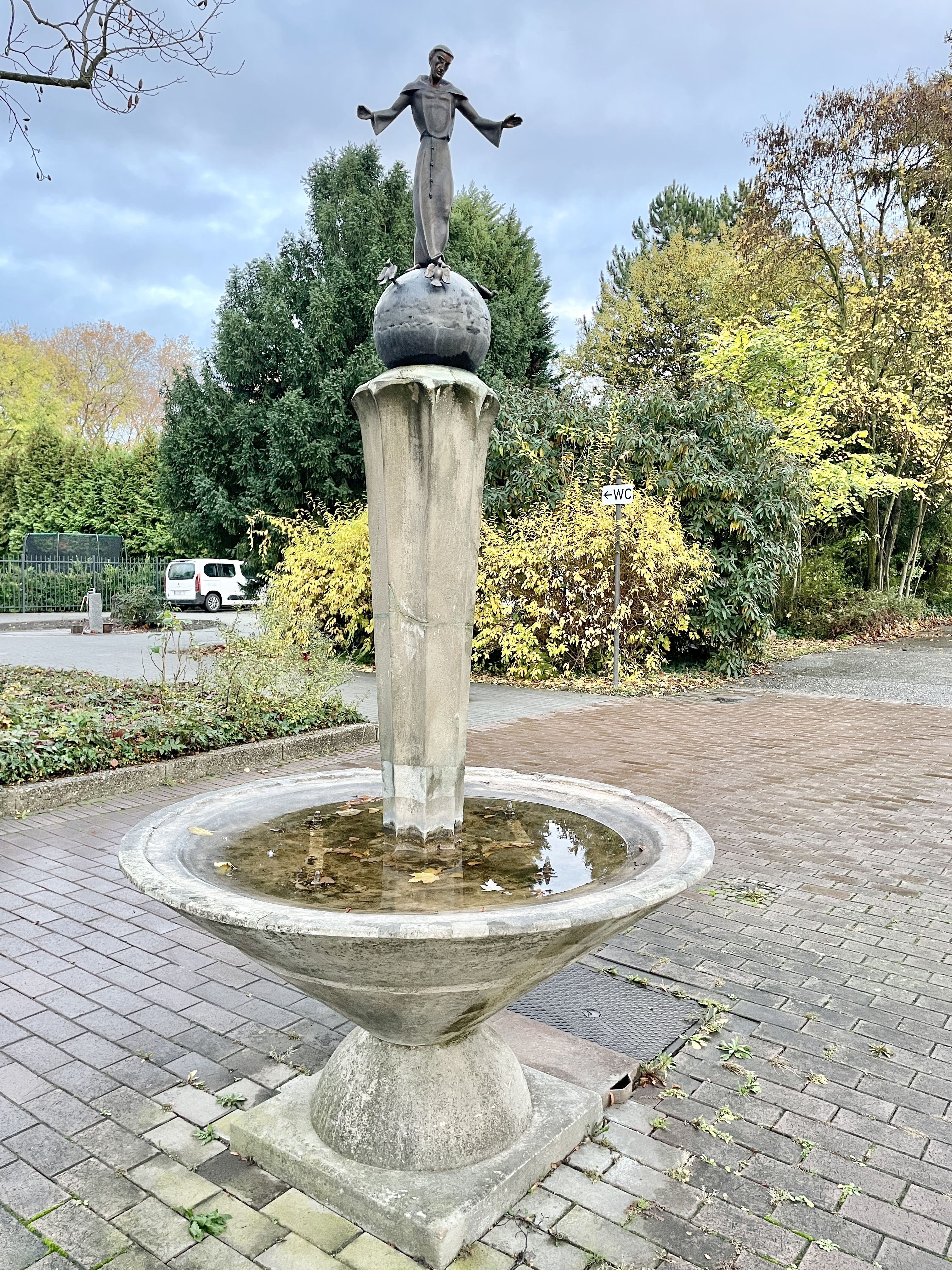
St. Franziskusbrunnen, Friedhof Lu.-Friesenheim